# 愛しのアクアマリン
『愛しのアクアマリン』（原題：Aquamarine）は、2006年のアメリカ合衆国のロマンティック・コメディ映画。

## キャスト
| 役名               | 俳優                               | 日本語吹替 |
| ------------------ | ---------------------------------- | ---------- |
| クレア             | エマ・ロバーツ                     | 中村千絵   |
| ヘイリー           | ジョアンナ・“ジョジョ”・レヴェスク | 新井里美   |
| アクアマリン       | サラ・パクストン                   | 伊藤美紀   |
| レイモンド         | ジェイク・マクドーマン             | 川島得愛   |
| ストーム・バンクス | ショーン・ミカレフ                 | 水野龍司   |
| セシリア・バンクス | アリエル・ケベル                   | 加藤沙織   |
| ジニー             | クローディア・カーヴァン           | 弘中くみ子 |
| レナード           | ブルース・スペンス                 | 佐々木誠二 |
| マージョリー       | タミン・サーソク                   |            |
| ボブおじいちゃん   | ロイ・ビリング                     | 長克巳     |
| マギーおばあちゃん | ジュリア・ブレイク                 | 沢田敏子   |

- その他の声の吹き替え：瀬那歩美／中神亜紀／大坂史子／庄司由季／大塚智則／水上さや香／上田真紗子／藤田周／鈴木貴征／西垣俊作